# Lucíola (1916)
Lucíola é um filme mudo brasileiro de 1916 baseado na obra homônima de José de Alencar, no qual o autor caracteriza o ambiente burguês, seus hábitos, suas festas, suas crenças e ideais de vida. Foi dirigido por Franco Magliani. Aurora Fúlgida que interpreta o papel título foi elogiada na época por sua atuação.Lucíola estreou em 11 de dezembro de 1916 no Cine Odéon. O filme foi produzido pela Leal-Film.  

## Sinopse
Personagens apaixonados e o dinheiro como propulsor da felicidade são os principais ingredientes da obra. Mistérios, preconceitos sociais, doenças incuráveis e até mesmo a morte são os principais antagonistas da felicidade dos personagens.

## Elenco
| Elenco Original  | Elenco Original |
| Ator             | Papel           |
| ---------------- | --------------- |
| Aurora Fúlgida   | Lucíola         |
| Franco Magliani  | Paulo           |
| Ortolando Garcia |                 |
| Edmundo Maia     |                 |
| Leonardo Laponte |                 |